# FMA I.Ae. 31 Colibrí
ФМА I.Ae. 31 «Колибри» (исп. FMA I.Ae. 31 Colibrí) — аргентинский двухместный учебный самолёт начальной лётной подготовки. Спроектирован командой инженеров кордовского Института аэротехники.

## История

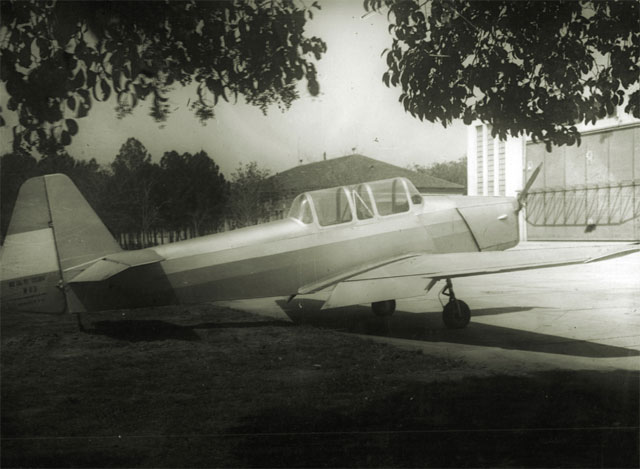
I.Ae. 31 Colibrí на аэродроме

В 1946 году в рамках нового пятилетнего плана, утверждённого президентом Хуаном Пероном, правительство Аргентины инициировало развитие национальной авиационной промышленности. В том же году начальником кордовского Института аэротехники Хуаном Игнасио Сан-Мартином был создан Дивизион особых проектов (исп. División de Proyectos Especiales). Подразделением были созданы самолёты I.Ae. 31 Colibrí, I.Ae. 32 Chingolo, I.Ae. 20 El Boyero, а также ракета AM-1 Tábano. Один из проектов, получивший название «Колибри», был спроектирован и построен на базе учебного самолёта Ae.C.3G. Это был первый гражданский самолёт разработанный и произведённый в Аргентине после Второй мировой войны. Первый опытный образец совершил полёт 18 сентября 1947 года. После ряда доработок прототипа, было выпущено ещё два самолёта. Производство осуществлялось на кордовской фирме Talleres H. Goberna, для чего государством был выделен кредит. Однако, заказов на I.Ae. 31 не поступило. Всего было выпущено 3 самолёта.

## Конструкция
Представлял собой низкокрылый моноплан обычной конструкции. Шасси трёхопорное, с неубираемым хвостовым колесом. Курсант и инструктор размещались в кабине тандемно. «Колибри» оснащался четырёхцилиндровым рядным поршневым двигателем Blackburn Cirrus Major, расположенным в носовой части фюзеляжа. Предусматривалась установка двигателя De Havilland Gipsy Major мощностью 145 л.с.

## Тактико-технические характеристики
Источник данных: Мировая авиация № 132, Crónicas y testimonios

Технические характеристики
- Экипаж: 2 (пилот и инструктор)
- Грузоподъёмность: 281 кг
- Длина: 7,95 м
- Размах крыла: 10,37 м
- Высота: 1,90 м
- Площадь крыла: 16 м²
- Масса пустого: 635 кг
- Максимальная взлётная масса: 916 кг
- Силовая установка: 1 × ПД Blackburn Cirrus Major III
- Мощность двигателей: 1 × 155 л.с. (1 × 116 кВт)

Лётные характеристики
- Максимальная скорость: 240 км/ч
- Крейсерская скорость: 210 км/ч
- Практическая дальность: 1100 км
- Практический потолок: 6 500 м